# Game of Silence
Game of Silence è una serie televisiva trasmessa sul network NBC dal 12 aprile al 5 giugno 2016, mentre in Italia viene trasmessa da Premium Stories -  canale televisivo a pagamento di Mediaset Premium - a partire dal 21 settembre al 23 novembre 2016. In chiaro, va in onda dal 16 al 23 giugno 2017 su TOP Crime per i primi 4 episodi, e i rimanenti 6 episodi tra il 5 e 6 agosto 2020 su Italia 1.
La serie è un 
A maggio 2016 la NBC ha cancellato la serie.

## Trama
L'avvocato Jackson Brooks ha tutto quello che si può volere dalla vita, una bella fidanzata e successo nel lavoro, sta per essere socio dello studio legale per cui lavora. Ben presto la sua vita verrà scossa, quando riceve la visita di Gil e Shawn, i suoi migliori amici d'infanzia che non vedeva da 25 anni. Riemergono i ricordi della loro spensierata infanzia a Brennan, Texas e dei tragici eventi che li portarono, allora tredicenni, a scontare nove mesi al Quitman Youth Detention Facility. Quei nove mesi nascondono un mistero che i tre amici hanno per molti anni nascosto e che ora rischia di venire alla luce.

## Personaggi e interpreti
- Jackson Brooks, interpretato da David Lyons
- Gil Harris, interpretato da Michael Raymond-James
- Shawn Polk, interpretato da Larenz Tate
- Jessie West, interpretata da Bre Blair
- Warden Roy Carroll, interpretato da Conor O'Farrell
- Liz Winters, interpretata da Deidrie Henry
- Terry Bosch, interpretato da Demetrius Grosse
- Marina Nagle, interpretata da Claire van der Boom

## Episodi
| Stagione                | Episodi | Prima TV USA | Prima TV Italia |
| ----------------------- | ------- | ------------ | --------------- |
| Prima ed unica stagione | 10      | 2016         | 2016            |